# Pico de Orizaba
Pico de Orizaba (nebo také Citlaltépetl – z aztéckého jazyka Nahuatl, kde citlalli znamená hvězda a tepetl je hora) je s 5636 m nejvyšší horou Mexika a třetím nejvyšším vrcholem Severní Ameriky. Nachází se 120 km na západ od města Veracruz ve východní části země. Vrchol Citlaltépetlu je jeden ze tří neustále zasněžených ledovců v Mexiku, ostatní jsou Popocatépetl a Iztaccíhuatl.
Výchozím místem pro výstup na vrchol je malé město Tlachichuca, ležící na západní straně hory. Standardní výstupová trasa na vrchol pak vede ze severu od chaty Piedra Grande. K výstupu je nutné mít kompletní vybavení pro postup po ledovci a být dostatečně aklimatizovaný na vysokou nadmořskou výšku.

## Externí odkazy

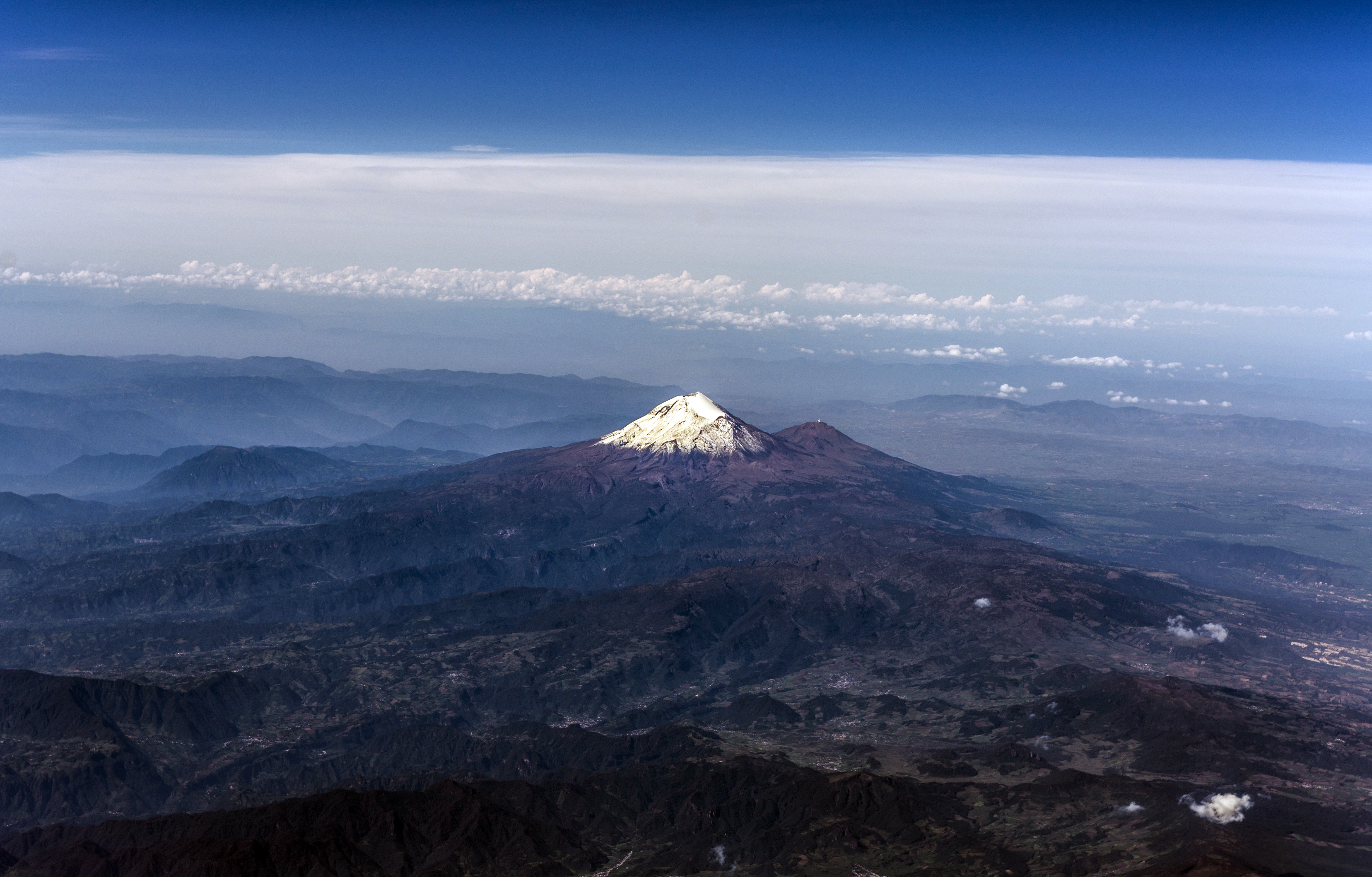
Citlaltépetl